# (16507) Fuuren
(16507) Fuuren est un astéroïde de la ceinture principale.

## Description
(16507) Fuuren est un astéroïde de la ceinture principale. Il fut découvert le 24 octobre 1990 à Kitami par Kin Endate et Kazuro Watanabe. Il présente une orbite caractérisée par un demi-grand axe de 3,02 UA, une excentricité de 0,12 et une inclinaison de 11,2° par rapport à l'écliptique.

## Compléments